# Safaripark

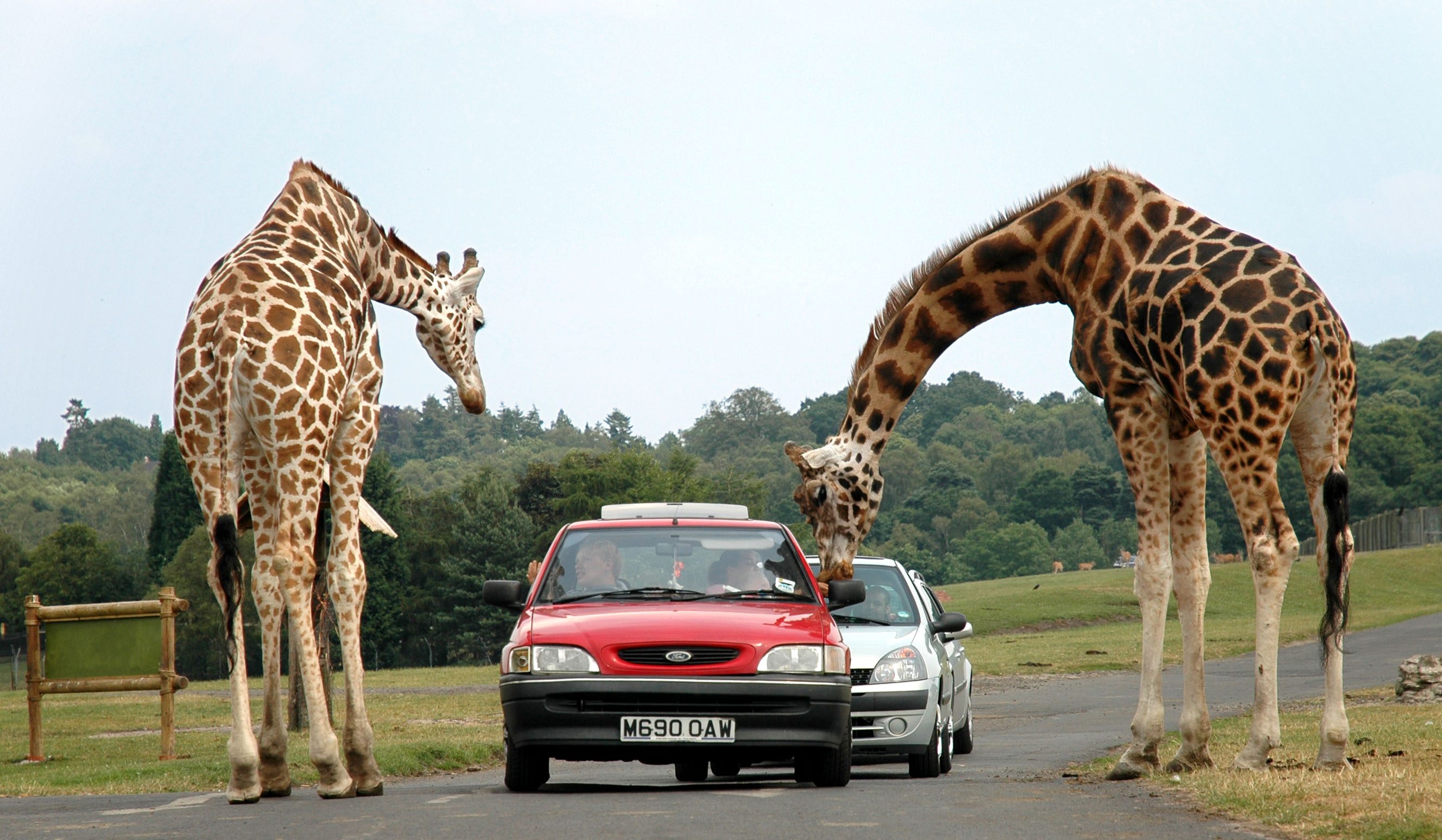
Safaripark med bil i England.

En safaripark är en djurpark man åker igenom med bil, minitåg eller buss, påminnande om safari.
Det finns olika typer av safariparker, den mest traditionella är, liksom en traditionell djurpark, inriktad på exotiska djur. Exempelvis kan safariparken ha ett Afrika-tema och innehålla djur typiska för savanner, som giraff, zebror, struts och olika antiloper. Safariparker med lejon och tigrar förekommer också. I en safaripark med europeisk eller nordiskt tema kan till exempel djur som visenter, mufflonfår, älg, kronhjortar, dovhjort och vildsvin förekomma, liksom björnar och vargar.
Det har tidigare funnits en traditionell safaripark på Kolmårdens djurpark där man kunde köra med egen bil bland exotiska djur. Kolmårdens Safaripark stängde 3 oktober 2010.

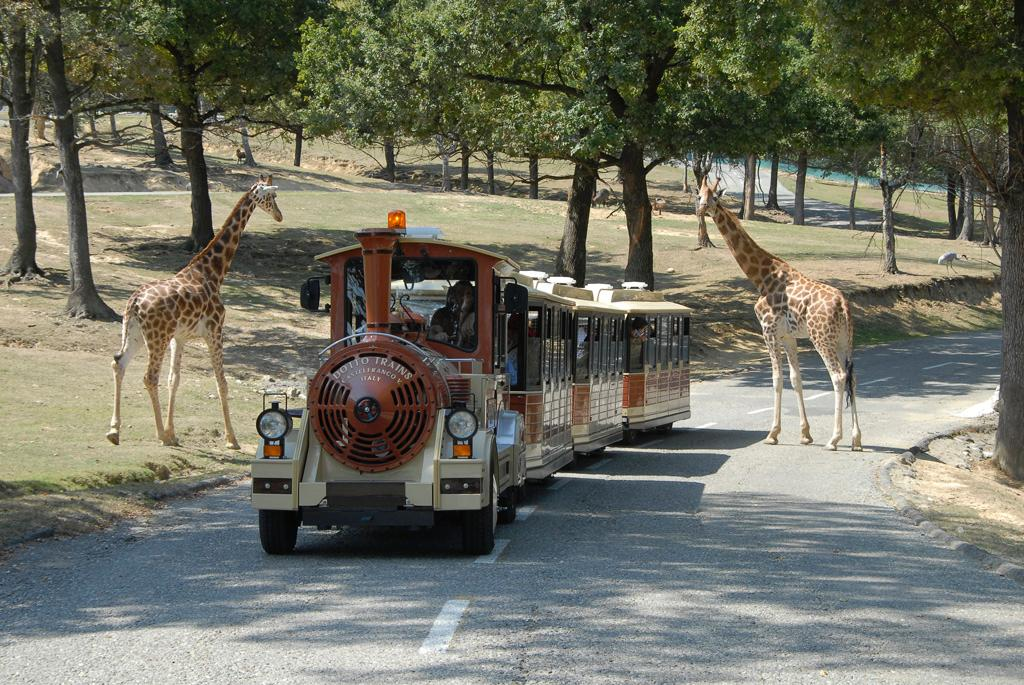
Minitåg i Pombia Safari Park, Italien.